# Carmen Solana
Carmen Sánchez-Solana y Ronquillo (Fuente de Cantos, 1857-Montemolín, 1896) fue una escritora española.

## Biografía
Nacida el 1 de junio de 1857 en la localidad pacense de Fuente de Cantos, patria de Zurbarán, desde 1874 colaboró en publicaciones periódicas como La Defensa de Cádiz, El Látigo, El Jerezano, El Eco de Fregenal, El Oliventino, La Madre de Familia y La Moda Elegante é Ilustrada. Autora de multitud de poesías, estuvo casada con el también extremeño Arturo Gazul Uclés,  con quien fue madre de Arturo Gazul Sánchez-Solana. Falleció hacia mediados de mayo de 1896 en Montemolín.